# Neghmet Rakhman
Neghmet Rakhman (uigurisch نېغمەت راخمان Nëghmet Raxman, chinesisch 尼格买提·热合曼 Nígémǎití·Rèhémàn, * 17. April 1983 in Ürümqi) ist ein chinesischer Fernsehmoderator uigurischer Abstammung.

## Leben und Karriere
Rakhman wurde in Ürümqi geboren. Seine Mutter war Schauspielerin beim Xinjiang Song and Dance Ensemble, und sein Vater arbeitete als Redakteur beim Xinjiang People's Publishing House. 2006 schloss er sein Studium an der Communication University of China mit dem Schwerpunkt Rundfunk ab.
Seine Karriere bei CCTV begann Rakhman 2006, als er zusammen mit Wang Xiaoya die Quiz Show (开心辞典) auf CCTV-2 moderierte. Anschließend moderiertr er zusammen mit Fang Qiong die Sendung Everyone! Ready? Let's go! (全家总动员). Januar 2012 wurde er zusammen mit Li Sisi Gastgeber der Show The Echo is Loud (回声嘹亮). Seit dem 1. Januar 2013 moderiert er die Sendung SuperStar DingDong (开门大吉) und ist zudem Gastgeber der Reality-Talentshow Sing My Song.
Am 28. September 2013 heiratete er Pashagul Durqun.